# قطورلار
قُطورلار، روستایی از توابع بخش مرکزی شهرستان ارومیه و در شهرستان ارومیه استان آذربایجان غربی در ایران است.

## جمعیت
این روستا در دهستان بکشلوچای قرار داشته و بر اساس سرشماری سال ۱۳۸۵ جمعیت آن ۳۱۷ نفر (۹۷ خانوار)
بوده است.